# Barragem do Torrão
A Barragem do Torrão, construída sobre o leito do rio Tâmega, localiza-se entre a freguesia de Alpendorada, Várzea e Torrão, no Município de Marco de Canaveses e a freguesia de Rio de Moinhos, no Município de Penafiel, em Portugal. Foi a primeira barragem hidroelétrica a ser construída no rio Tâmega.
Esta barragem apresenta uma capacidade útil de 21,95 hm³ e uma capacidade total da albufeira de 105,4 hm³.
A barragem do Torrão está muito próxima do rio Douro.
Inicialmente esta barragem iria ser construída no Torrão, mas foi recolocada para as localidades de Alpendorada e Rio de Moinhos, mantendo o seu nome inicial.
O projeto de construção da barragem data de 1979 e os trabalhos começaram por essa altura. A 26 de maio de 1989, a barragem foi inaugurada.

## Características técnicas
Trata-se de uma barragem de betão concluída em 1988. O paredão, de curvatura quase imperceptível, é percorrido no seu coroamento pela estrada Alpendurada-Penafiel. Apresenta, no terço médio, cinco comportas radiais de descarga com rampa de escoamento comum. A altura do paredão é de 70 metros e a largura é de 218 m. A água é turbinada para a central, subterrânea, onde duas unidades oferecem uma capacidade total de 146 MW, com a capacidade anual de 228 GWh. O volume máximo da albufeira é de 24 hm³, e a área da albufeira plena atinge os 651 hectares.